# Santa Catarina Loxicha
Santa Catarina Loxicha là một đô thị thuộc bang Oaxaca, México. Năm 2005, dân số của đô thị này là 4163 người.